# Бамберг (Южная Каролина)
Бамберг (англ. Bamberg) — крупнейший город и административный центр одноимённого округа в штате Южная Каролина в Соединённых Штатах Америки.
Согласно результатам переписи населения США, проведённой в 2020 году, число жителей города составляло 3076 человек, что, для такого небольшого населённого пункта, существенно меньше (− 14.7%), чем было во время предыдущей переписи прошедшей в 2010 году (3607 человек).

## История
Город Бамберг был, как и сам округ, назван в честь генерала армии Конфедеративных Штатов Америки Фрэнсиса Мэриона Бамберга, чей дом  сохранился до наших дней и, являясь местной достопримечательностью, занесён в Национальный реестр исторических мест США, наряду с другими архитектурными памятниками города.
В 2019 году несколько зданий на Мэйн-Стрит были повреждены пожаром, и в 2021 году город объявил о планах снести эти здания и «оживить» район, добавив зелёные насаждения и сделав его более удобным для пешеходов.
9 января 2024 года серьёзный ущерб центру Бамберга нанёс сильный торнадо.
В 188о году население города составляло 648	человек и с тех пор каждое десятилетие увеличивалось (за исключением 1940-х, когда был небольшой спад в полтора процента, видимо связанный со Второй мировой войной) вплоть до начала третьего тысячелетия, достигнув своего пика (3843 человека) в 1990 году. Начиная с 2000 года население города неуклонно убывает с возрастающей скоростью.

## География
В соответствии с данными указанными на сайте центрального статистического органа страны — Бюро переписи населения США, общая площадь города составляет 3,6 квадратных мили (9,3 км²), из которых 0,012 квадратных мили (0,03 км² или 0,34%) приходится на водную поверхность, а всю остальную площадь занимает суша.